# Gordon Aiken
Pour l’article homonyme, voir Aiken.
Gordon Harvey Aiken C.R., LL.B. (26 septembre 1918-12 février 2000) fut un avocat, juge et homme politique fédérale de l'Ontario.

## Biographie
Né à Ripley (en) dans le comté de Bruce, il étudia à la Osgoode Hall Law School de l'Université York dont il est diplômé en 1940. Durant la Seconde Guerre mondiale, il fut capitaine dans le Corps des transmissions de l'Armée canadienne et officier dans la Royal Hamilton Light Infantry. Après la guerre, il pratiqua le droit dans la région de Muskoka.
Élu député du Parti progressiste-conservateur du Canada dans la circonscription fédérale de Parry Sound—Muskoka en 1957, 1958, 1962, 1963, 1965 et en 1968. Il ne se représenta pas en 1972.
Durant son passage à la Chambre des communes, il fut porte-parole progressiste-conservateur en matière de Citoyenneté et Immigration de 1964 à 1966 et d'Énergie, Mines et Ressources de 1968 à 1972, ainsi que porte-parole adjoint de Citoyenneté et Immigration de 1966 à 1968.

## Archives
Il y a un fonds Gordon Aikenà Bibliothèque et Archives Canada. La référence archivistique est R3321.